# 西莫尼斯站
西莫尼斯站（法語：Gare de Simonis）是比利时布鲁塞尔首都大区库克尔贝赫的鐵路車站，位于比利时28号铁路线上。该站与同名地铁站组成了一个综合交通枢纽，将火车、地铁、有轨电车和公共汽车四者结合。

## 名称
该站得名于附近的欧仁·西莫尼斯广场，其以比利时雕塑家路易-欧仁·西莫尼斯命名。

## 历史
该站始建于1871年，名为“库克尔贝赫站”（Gare de Koekelberg/Station Koekelberg），后关闭。经过整修，更名为“西莫尼斯站”的该站于1983年重新开放。但仅在一年多后，由于28号铁路线列车服务的取消，该站也随之关闭。此后很长一段时间内，该站仅用作紧急车站。2009年12月14日，该站恢复客运。